# Delitto di un padre
Delitto di un padre (The Snare of Fate) è un cortometraggio muto del 1913 diretto da William Humphrey.

## Produzione
Il film fu prodotto dalla Vitagraph Company of America.

## Distribuzione
Distribuito dalla General Film Company, il film - un cortometraggio in tre bobine - uscì nelle sale cinematografiche statunitensi il 23 giugno 1913. In Italia, con il visto numero 900 dell'agosto 1913, fu distribuito dalla Ferrari.